# Maurice Sachs
Maurice Sachs, pseudonimo di Maurice Ettinghausen (Parigi, 16 settembre 1906 – Germania, 14 aprile 1945), è stato uno scrittore francese.

## Vita
Figlio di una famiglia di gioiellieri di origine ebraica, seppur atea, anticlericale e repubblicana, Maurice Sachs ebbe una formazione all'inglese. Suo padre biologico Herbert Ettinghausen era nato in una famiglia di Höchst in Germania e divorziò dalla moglie abbandonando il domicilio coniugale nel 1912. Sua madre, Andrée Sachs, era figlia di Georges Sachs, gioielliere e parente di Jean Jaurès, che dopo il divorzio si risposò con Michel Georges-Michel, giornalista di cronaca mondana nel 1923 fuggì in solitaria e senza soldi a Londra in seguito ad una accusa di frode lavorando come libraio prima di ritornare a Parigi. Nel 1925 si convertì al cattolicesimo dopo l'incontro con Jacques Maritain e sua moglie Raïssa Oumançoff decidendo di entrare in seminario e divenire prete, successivamente però verrà allontanato quando iniziò una relazione con un uomo conosciuto sulla spiaggia di Juan-les-Pins. 
Dopo il suo coinvolgimento in attività economiche di dubbia moralità, si trasferì a New York dove lavorò come venditore di opere d'arte. Ritornato nuovamente a Parigi iniziò a frequentare l'ambiente letterario della città e i circoli intellettuali omosessuali dell'epoca avendo la possibilità di frequentare abitualmente personalità della cultura come Jean Cocteau, André Gide e Max Jacob – tutti personaggi con cui ebbe rapporti burrascosi ora di amicizia ora di accesa rivalità. Lavorò anche come segretario personale di Jean Cocteau e Coco Chanel da cui occasionalmente rubava oggetti e somme di denaro.
Divenne amico intimo di Violette Leduc che scrisse di lui e della sua amicizia nel romanzo autobiografico La bastarda. Leduc racconta ne La bastarda di aver letto la prima stesura del romanzo-confessione Il Sabba e di come lei tentò invano di convincere Sachs a rimuovere alcuni giudizi aspri nei confronti di Cocteau.
Sachs venne mobilitato nell'esercito allo scoppio della Seconda guerra mondiale ma fu escluso per la sua omosessualità. Durante i primi anni dell'Occupazione della Francia guadagnò ingenti somme di denaro aiutando numerose famiglie ebraiche a fuggire verso zone più sicure scampando così alla persecuzione nazista nel paese allo stesso tempo si è ipotizzato che possa aver collaborato con i nazisti in qualità di spia per la Gestapo fino al suo arresto in cui venne rinchiuso nella prigione di Fuhlsbüttel.

## Contrasto fra vita e talento
La vita di Maurice Sachs presenta un contrasto insanabile fra le positive qualità letterarie, che fanno sì che i suoi libri siano pubblicati ancor oggi, e la personalità, che non è eccessivo definire sociopatica.
Omosessuale, di gradevole aspetto, Sachs visse un po' prostituendosi al fior fiore dell'intellighenzia gay parigina dell'epoca, un po' facendo il segretario dei suoi amanti, un po' rubando, un po' truffando (commerciava in libri e manoscritti d'antiquariato, falsificandoli sfacciatamente), e un po' con gli introiti del normale lavoro di scrittore. Alla fine della sua vita non esitò, lui ebreo ed omosessuale, a diventare durante la seconda guerra mondiale spia e collaboratore della Gestapo nazista.
Ovviamente la gratitudine non era la sua qualità principale, per cui nei suoi scritti, soprattutto Il Sabba, ci ha lasciato una quantità di pettegolezzi e giudizi spietati sulle debolezze (omosessuali e non) dei personaggi da lui frequentati o conosciuti, quali Marcel Proust, Jean Cocteau, André Gide, Max Jacob ed altri ancora. Se la lettura di queste pagine è amena per il lettore d'oggi, non lo fu certamente per i diretti interessati ancora in vita al momento della pubblicazione dell'opera.
Eppure Hans Mayer, nel suo saggio I diversi, probabilmente forzando i termini della questione come già aveva fatto Jean Paul Sartre con Jean Genet, vede nell'opera e nella vita di Sachs la prefigurazione
di quel rifiuto dell'Illuminismo che sarebbe stato portato a termine, dopo la guerra, da personaggi più complessi e completi, come appunto Jean Genet.

## Collaborazionista e omosessuale
Durante la guerra, prima del suo arresto, Sachs fu assunto dalla Gestapo di Amburgo come agente infiltrato negli ambienti francesi del Service du Travail Obligatoire (STO - "Servizio del lavoro obbligatorio"), vivendo nel 1943 una vita da avventuriero e da spia negli ambienti dei trafficanti del mercato nero, divertendosi spensieratamente con giovani francesi della Légion des Volontaires Français (LFV - "Legione dei volontari francesi"), campando d'intrallazzi e truffe, e denunciando senza tregua. Allo stesso tempo sembra abbia contribuito a salvare molte famiglie ebraiche dall'Olocausto in cambio di ingenti favori economici. Viveva con due giovani collaborazionisti francesi omosessuali, Philippe Monceau e Paul Martel.
Conosciuto presto con il soprannome di "Maurice la tante" ("Maurice la checca"), molti giurarono di rendergli la pariglia appena si fosse presentata l'occasione. Nel novembre 1943, fu però arrestato dalla Gestapo, stanca dei suoi errori, delle sue imprudenze e dei suoi rapporti falsi. Venne imprigionato nel carcere di Fuhlsbütteln, quartiere di Amburgo, lo stesso in cui aveva fatto rinchiudere molta gente.

## La fine
Nel 1950 Philippe Monceau, nel suo libro Le dernier sabbat de Maurice Sachs ("L'ultimo sabba di Maurice Sachs"), afferma che Sachs fu linciato dagli altri prigionieri dopo la partenza dei custodi nel 1945, e che il suo cadavere venne buttato in pasto ai cani.
Tuttavia, la sua fine fu forse meno spettacolare e romanzesca. Nella primavera del 1945, di fronte all'avanzata delle truppe britanniche, la prigione di Fuhlsbüttel fu evacuata su Kiel, una lunga marcia della morte di diversi giorni.
Il terzo giorno, il 14 aprile 1945, alle undici del mattino, Sachs era sfinito e non poteva continuare la marcia della morte. Fu abbattuto con una pallottola alla nuca, e il suo cadavere fu abbandonato sul bordo della strada con quello di un compagno di sventura.

## Opere
(Nota: una bibliografia completa, comprensiva anche degli articoli su rivista, è online qui).
- Alias, 1935. ISBN B0000DQN60. (traduzione italiana, Alias, Lindau, 2021)
- Au Temps du Boeuf sur le Toit, 1939 e 2005. ISBN 2246388228.
- André Gide, 1936. ISBN B0000DQN0 W.
- Chronique joyeuse et scandaleuse, Corrêa, 1950. ISBN B0000DS4FF.
- Correspondance, 1925-1939, Gallimard, Paris 2003 ISBN 2070733548.
- Histoire de John Cooper d'Albany, Gallimard, Paris 1955. ISBN B0000DNJVG.
- La décade de l'illusion, Gallimard, Paris 1950. ISBN B0000DL12G. (Traduzione italiana: La decade dell'illusione, Meridiano Zero, 2002, pp. 256 ISBN 88-8237-043-7)
- Le Sabbat. Souvenirs d'une jeunesse orageuse, Editions Corrêa, Paris 1946. ISBN 2070287246. (Traduzione italiana: Il Sabba, Longanesi, 1974; poi Adelphi, 2011)
- La chasse à courre, Gallimard, paris 1997 ISBN 2070402789. (Traduzione italiana parziale di A. Castronuovo: Una valigia di carne, Via del Vento, 2020).
- Tableaux des moeurs de ce temps, Gallimard, Paris 1954. ISBN B0000DL12I.